# Гуанхань
Гуанха́нь (кит. упр. 广汉, пиньинь Guǎnghàn) — городской уезд городского округа Дэян провинции Сычуань (КНР).

## История
При империи Хань в 201 году до н. э. здесь был образован уезд Ло (雒县), входивший в объединяющий 13 уездов округ Гуанхань, управляющие структуры округа размещались именно в Ло.
При империи Тан в 619 году из Ло был выделен уезд Шифан.
При империи Юань в 1260 году была создана Ханьчжоуская область (汉州), которой были подчинены уезды Шифан, Дэян и Мяньчжу; уезд Ло при этом был расформирован, а его территория перешла под непосредственное управление администрации области. Когда в 1362 году Мин Юйчжэнь провозгласил себя правителем Великого Ся, уезд Ло был восстановлен. В 1371 году Ся было завоёвано империей Мин, и уезд Ло был опять включён в состав Ханьчжоу.
При империи Цин в 1687 году область была понижена в статусе до безуездной (в подчинении области не осталось меньших административных единиц).
После Синьхайской революции в Китае была проведена реформа структуры административного деления, в ходе которой области были упразднены, и поэтому в 1913 году Ханьчжоуская область была преобразована в уезд Гуанхань (广汉县), названный так в честь существовавшего здесь при империи Хань округа.
В 1952 году был образован Специальный район Мяньян (绵阳专区), и уезд вошёл в его состав. В 1953 году уезд Гуанхань был передан из Специального района Мяньян в состав Специального района Вэньцзян (温江专区). В 1960 году к уезду Гуанхань был присоединён уезд Шифан, но в 1963 году уезд Шифан был восстановлен. В 1970 году Специальный район Вэньцзян был переименован в округ Вэньцзян. 2 марта 1983 года округ Вэньцзян был расформирован, и уезд перешёл под юрисдикцию Чэнду.
18 августа 1983 года постановлением Госсовета КНР был образован городской округ Дэян, и уезд Гуанхань был передан в его состав. В 1988 году уезд Гуанхань был преобразован в городской уезд.

## Административное деление
Городской уезд Гуанхань делится на 16 посёлков и 2 волости.

## Экономика
Гуанхань является северо-восточным пригородом Чэнду, здесь развиты производство промышленного оборудования, химических удобрений, строительных материалов и бумажной упаковки, фармацевтическая промышленность и туризм.
В районе базируются предприятия Sichuan Honghua Petroleum Equipment (буровые установки и другое нефтяное оборудование), Lingfeng Aero-Hydraulic Machinery и Guanghan Jinda Tunnel Machinery (промышленное оборудование), Sichuan Huayi Electric Appliance и Guanghan Kefeng Electronics (электротехническое оборудование), Sichuan Jinguang Industrial Group, Sichuan Guangyu Chemical, Guanghan Shida Carbon, Guanghan Sanxing Chemical Fiber и Sichuan Dingli Plastic Industry (удобрения, волокна, пластмассы и другие химикаты), Sichuan Yike Pharmaceutical, Sichuan Yuanji Pharmaceutical и Sichuan Taihuatang Pharmaceutical (фармацевтика), Guanghan Shunfa, Guanghan Packing & Decoration и Huaqiang Packing Industrial (бумажная упаковка), Saint-Gobain Proppants (пропант), Guanghan Glass Bottle Manufacturing (стеклянная тара).

## Транспорт

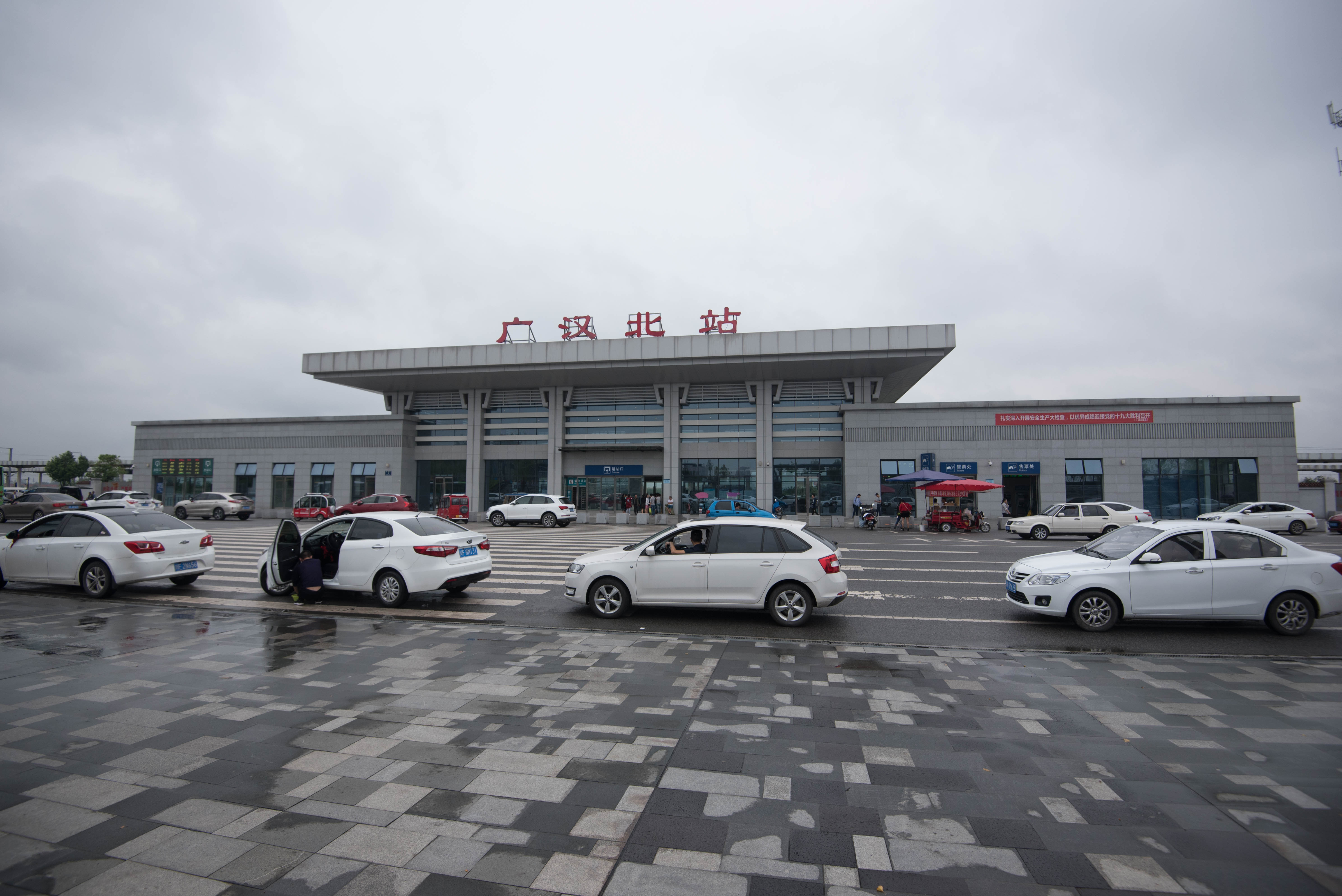
Вокзал Гуанханьбэй

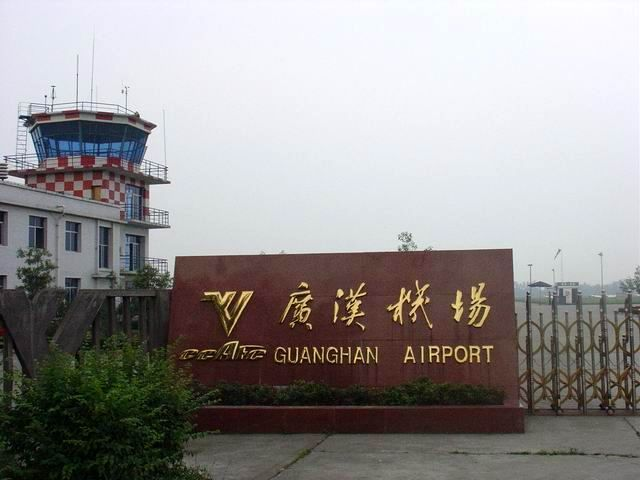
Аэропорт Гуанхань

### Железнодорожный
Вокзал Гуанханьбэй принимает поезда на высокоскоростной железной дороге Сиань — Чэнду.

### Авиационный
Аэропорт Гуанхань используется пилотами местного лётного университета.

## Культура

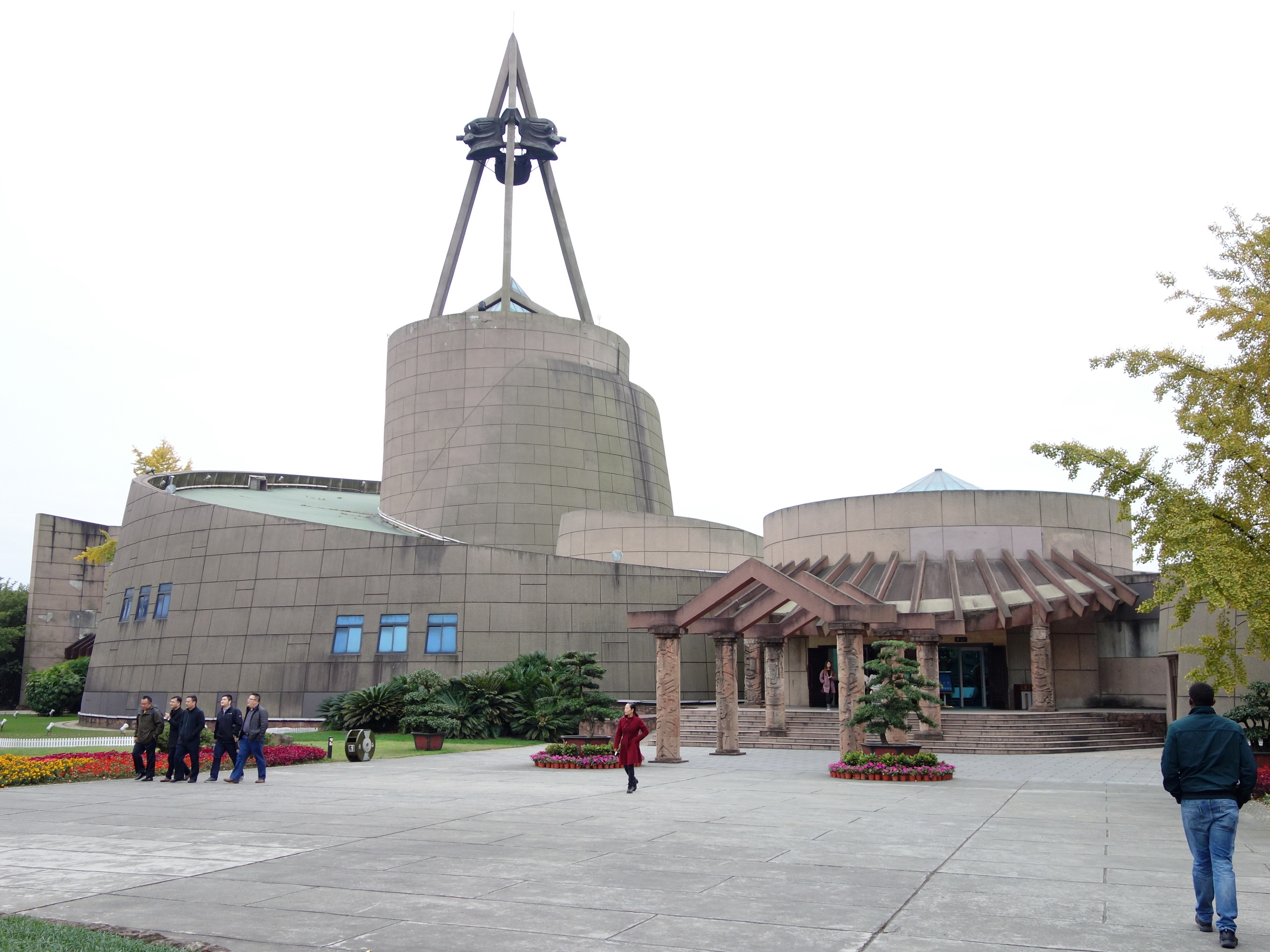
Музей Саньсиндуй

- Музей археологической культуры Саньсиндуй[3][4]

## Образование
- Лётный университет гражданской авиации Китая
- Сычуаньский аэрокосмический политехнический университет
- Кампус Сычуаньского педагогического университета
- Кампус Национального судейского колледжа

## Известные уроженцы
- Чжао Чан (960)
- Дай Цзитао (1891)
- Чэнь Чжаося (1975)
- Хуан Чанчжоу (1994)